# Rocío de la Cámara (ganadería)
Rocío de la Cámara es una ganadería de reses bravas española perteneciente a la Unión de Criadores de Toros de Lidia y que fue fundada, en 1952, por el empresario Fernando de la Cámara y que, en la actualidad regenta su hija, Rocío de la Cámara Ysern. Los animales de esta explotación agropecuaria pasta en las fincas de Cortijo de la Sierra y Dehesa Boyal, en los términos municipales de Jerez de la Frontera y Chiclana de la Frontera, en la provincia de Cádiz.
Los toros de esta ganadería están marcados en ambas orejas con una señal en forma de zarcillo y lucen, durante la lidia, una divisa de color azul. Asimismo, el hierro adquirió antigüedad tras lidiar en la Plaza de toros de Madrid una corrida completa, en este caso una novillada el 17 de junio de 1979.

## Historia de la ganadería
El origen de esta casa se remonta a 1952 cuando el empresario Fernando de la Cámara Gálvez realiza la compra de la ganadería que había pertenecido a Silverio Fernández Ovies. Se trataba de una explotación ganadera que había empezado a funcionar en 1920 en manos de Antonio Flores Tassara, quien la conformó con reses de encaste Hidalgo Barquero, y que vendió años más tarde, en 1931, al diestro madrileño Marcial Lalanda; el cual desecharía la base genética de la ganadería para conformarla con toros y vacas que había adquirido al Conde de la Corte.
Al hacerse con la ganadería la familia De la Cámara, se decidiría renovar todas las reses que existían eliminando todo lo anterior y comprando toros y vacas a distintas ganaderías como las de Carlos Núñez; Clemente Tassara, de origen Villamarta; y de Samuel Flores. Para 1965 la ganadería empezaba a marchar con una nueva dirección, pasando a regentar la misma la hija del ganadero, Rocío de la Cámara, quien dará su nombre al hierro. Asimismo, años más tarde, en 1970, la ganadera aprovechará para deshacerse de buena parte de las reses que disponía, dejando únicamente los toros y vacas de Núñez y cruzándolas con nuevos lotes de José Luis Osborne, que terminarán por suponer la base genética de la casa. Desde entonces, la ganadería se ha alimentado con refrescos puntuales de otros hierros de origen similar, como son Juan Pedro Domecq o Núñez del Cuvillo.
La toma de la antigüedad de la ganadería llegó de manos de una novillada que se anunció en la Plaza de toros de Las Ventas el 17 de junio de 1979 y fue estoqueada por los novilleros Patrick Varin, Mario Triana y el mexicano César Pastor, que debutaba ante el público madrileño. El resultado artístico de la corrida, a la vista de la crítica taurina, no fue la más esperada puesto que, "además de gachitos-brochitos, los novillos no tenían fuerza y algunos -exceptuamos al codicioso primero y al bravo tercero- eran de una invalidez absoluta; ganado inútil para la lidia".

### Características
La ganadería de Rocío de la Cámara está compuesta mayoritariamente por toros de Encaste Juan Pedro Domecq, por la línea de José Luis Osborne, por lo que según la legislación vigente, encargada de evaluar el prototipo racial de la raza bovina de lidia tiene las siguientes características morfológicas y zootécnicas:
- Elipométricos y eumétricos, más bien brevilíneos con perfiles rectos o subconvexos.
- Bajos de agujas, finos de piel y de proporciones armónicas.
- Bien encornados, con desarrollo medio, y astifinos, pudiendo presentar encornaduras en gancho.
- El cuello es largo y descolgado, el morrillo bien desarrollado y la papada tiene un grado de desarrollo discreto.
- La línea dorso-lumbar es recta o ligeramente ensillada. La grupa es, con frecuencia, angulosa y poco desarrollada y las extremidades cortas, sobre todo las manos, de radios óseos finos.
- Sus pintas son negras, coloradas, castañas, tostadas y, ocasionalmente, jaboneras y ensabanadas, estas últimas por influencia de la casta Vazqueña. Entre los accidentales destaca la presencia del listón, chorreado, jirón, salpicado, burraco, gargantillo, ojo de perdiz, bociblanco y albardado, entre otros. En la línea de Osborne son muy peculiares las pintas ensabanadas, con accidentales característicos como el mosqueado, botinero, bocinegro, etc.